# Карлос Мануел Пиедра
Карлос Мануел Пиедра и Пиедра (на испански: Carlos Manuel Piedra y Piedra) е кубински политик, временен президент на Куба за един ден (2 – 3 януари 1959 г.) по време на прехвърлянето на властта между Фулхенсио Батиста и революционния лидер Фидел Кастро след Кубинската революция.

## Обща информация
Пиедра е назначен за временен президент от военна хунта, ръководена от Еулогио Кантильо в съответствие с кубинската конституция от 1940 г. Преди това Пиедра е най-възрастният съдия във Върховния съд. Назначаването на Пиедра, последният президент, роден в колониална Куба, е посрещнато с негодувание от страна на Кастро, който счита, че Мануел Урутиа е подходящ за поста.
Пиедра е женен за Мария Луиза Мартинес Диас и има две дъщери, Исис и Флавия Пиедра Мартинес.